# Дядюшка Крюгер
«Президент Крюгер» (нем. Ohm Krüger, буквально — Дядюшка Крюгер) — немецкий фильм режиссёра Ханса Штайнхофа при участии Карла Антона и Герберта Майша, вышедший на экраны Германии в марте 1941 года.
Получил Кубок Муссолини за лучший иностранный фильм на Венецианском кинофестивале (1941). В Японии демонстрировался под названием «Расскажите всему миру». После Второй мировой войны был запрещён. В 1948 году под названием «Трансвааль в огне» вышел в советский прокат.
Сегодня показ фильма в Германии разрешён только в учебно-просветительских целях с обязательным вступительным словом киноведа или историка.

## Синопсис
Действие фильма связано с историей англо-бурской войны и эпизодами из жизни президента Трансваальской республики Пауля Крюгера, который безуспешно пытается добиться от британцев признания своей республики, но после того как те нарушают договорённости (главным противником буров является Сесил Родс), Крюгер поднимает бурский народ на борьбу.

## В ролях
- Эмиль Яннингс — Пауль Крюгер, президент Трансваальской республики
- Люция Хёфлих — Санна Крюгер, его жена
- Вернер Хинц — Ян Крюгер, его сын
- Гизела Улен — Петра Крюгер, его дочь
- Эрнст Шредер — Адриан Крюгер
- Элизабет Фликеншильдт — мадам Кок
- Фердинанд Мариан — Сесиль Родс
- Густаф Грюндгенс — Джозеф Чемберлен
- Эдуард фон Винтерштайн — командир Кронье
- Ханс Адальберт Шлеттов — командир Де Вет
- Хедвиг Вангель — королева Виктория
- Пауль Бильдт — министр иностранных дел Нидерландов
- Франц Шафхайтлин — лорд Китченер
- Харальд Паульзен — министр иностранных дел Франции
- Отто Граф — министр иностранных дел Германии
- Отто Вернике — командир английского концентрационного лагеря
- Герхард Бинерт — шотландский офицер
- Йозеф Дамен — английский солдат
- Карл Мартель — английский офицер
- Льюис Броди — Лобенгела